# Chengam
Chengam is een panchayatdorp in het district Tiruvannamalai van de Indiase staat Tamil Nadu. 

## Demografie
Volgens de Indiase volkstelling van 2001 wonen er 23.200 mensen in Chengam, waarvan 50% mannelijk en 50% vrouwelijk is. De plaats heeft een alfabetiseringsgraad van 65%.